# 息
息（いき、breath）とは、
- 口や鼻から はいたりすったりする空気のこと。特に はく空気（＝呼気）のほうを指す[1]。はく息を呼気と言い、吸う息を吸気と言う[1]。
- 呼吸作用[1]。→呼吸を参照のこと。
- （音声学）声帯の振動を伴わない呼気[1]。
- (複数の人がひとつのことを行う場合の)調子[1]。リズム。「息が合う」などと使う。
- 芸道の深い要領[1]。

## 概説

### はくあるいは吸う 空気
息とは口や鼻からはく空気のことであり、また吸う空気も指す。
水泳のクロール、平泳ぎ、バタフライなどでは、息継ぎのしかたやタイミングは重要で記録に響いてくる。水泳では水面上に口を出していられる短い時間のうちに息を吸わなければならないので、吸う前段階として意識的に水中で息を充分に吐いておく（吐ききっておく）ことが重要である、と水泳の解説書などには書かれている。
身体を速く動かしすぎて呼吸がそれに追いつかず乱れることなどを息切れと言う。
声楽や管楽器演奏などでは、基本的に息をはきつつ音を出すが、息を吸う（息継ぎ、ブレス）のタイミングは重要で、これは楽譜にあらかじめ表記されていることがあり、また、表記されていない場合、各演奏者がフレーズとの兼ね合いや自分の肺活量も考慮しつつ息継ぎの記号を楽譜に記入することもある。
失望した時や緊張が解けた時などにする長い息（深い息）をため息（溜め息）と言う。
最近の日本人は、物質的な恍惚を求めるあまりに、息を疎かにしてしまっている、と五木寛之、玄侑宗久は言う。
たった一回の息が、全身のすみずみまで運搬されている。時には、息に意識を向け、息を調え、吸った息を活かせば、心身の調子を整えて健康的に過ごすこともでき、さらには生活まで改善可能だという。

### 呼吸作用
息という語は呼吸作用も意味する。生物学や医学の領域では「呼吸」と言う用語でそれについて説明している。

### 調子、要領
「息」は調子や要領、などといった意味も持つ。ふたり以上の人がひとつのことをする場合には、理屈や言葉では表現しにくい、ちょっとした調子や加減やリズムなどが結構重要になってくることがある。二人以上の人の調子が合っていることを「息が合う」と言い、その反対を「息が合わない」などと言う。
様々な芸の道でも、初級・中級段階を超えてその道を極めてゆくとやがて、言葉では表現しにくい微妙な要領が重要だと気づかされることもある。こうした微妙な要領を「息」と呼ぶ。

### いのち
古代ギリシアでは息は「Ψυχή （プシュケー）」と言ったが、この語はやがて命や魂・心まで指すようになった。（日本語でも「いき （息）」から派生して、「いきる（生きる）」という表現が生まれたという）。古くから息はいのちのもっとも明らかなしるしだとされていたわけである。
ヘブライ語では「 רוח （ルーアハ）」という語があったが、それが古典ギリシア「語に翻訳される時は別のギリシア語、πνευμα（プネウマ）が当てられたが、この語はπνεωを語源としており、「大いなるものの息」という意味である。ラテン語に訳される時はspiritus（スピリトゥス）の語が当てられ、この語感は現代英語のspirit（スピリット）へと継承されている。  
生死を見分ける基本的な方法として　まず息をしているかどうかを確かめるという方法は現在でも広く行われている。「まだ、いきがある」「だめだ、もういきをしていない」などと言う。
作品が影響力や“いのち”を持っている場合に「息が通った作品」などと言う。作品などが長く生命を保っていることを「息が長い」と言うことがある。
英語ではinspiration インスピレーションと言うと神の息吹を吹き込まれること、つまり霊感を吹き込まれることを言い、expiration エクスピレーションと言うと、息を吐くこと（抜けること）や、いのちが無くなること（＝死）などを意味する。

### 他
他人や自分の息に匂いが感じられることがあるが、これは様々なことが原因で起きうる。歯磨きなどをして口内を清潔に保つことや、匂いの元になるような食品を避けることや、健康に気をつけ、ストレスを避け、胃の調子などを整えることなどである程度防ぐことができることも多いと言う。近年では息をさわやかにするためのガムやキャンディーなども販売されている。（息の匂いについては口臭を参照のこと。）

## 関連書
- 川口陽子『「息さわやか」の科学』明治書院、2009　ISBN 462568434X